# بایسنهوفن
بایسنهوفن (به آلمانی: Biessenhofen) یک شهر در آلمان است که در استالگوی واقع شده‌است.